# José Ribeiro e Castro
Pour les articles homonymes, voir José Ribeiro (homonymie), Ribeiro et Castro.
José Ribeiro e Castro, né le 24 décembre 1953 à Lisbonne, est un homme politique portugais. Il est également député européen et ancien président du CDS – Parti populaire.